# Cheiloneurus antipodis
Cheiloneurus antipodis är en stekelart som beskrevs av John S. Noyes 1988. Cheiloneurus antipodis ingår i släktet Cheiloneurus och familjen sköldlussteklar. Inga underarter finns listade i Catalogue of Life.